# Topná patrona

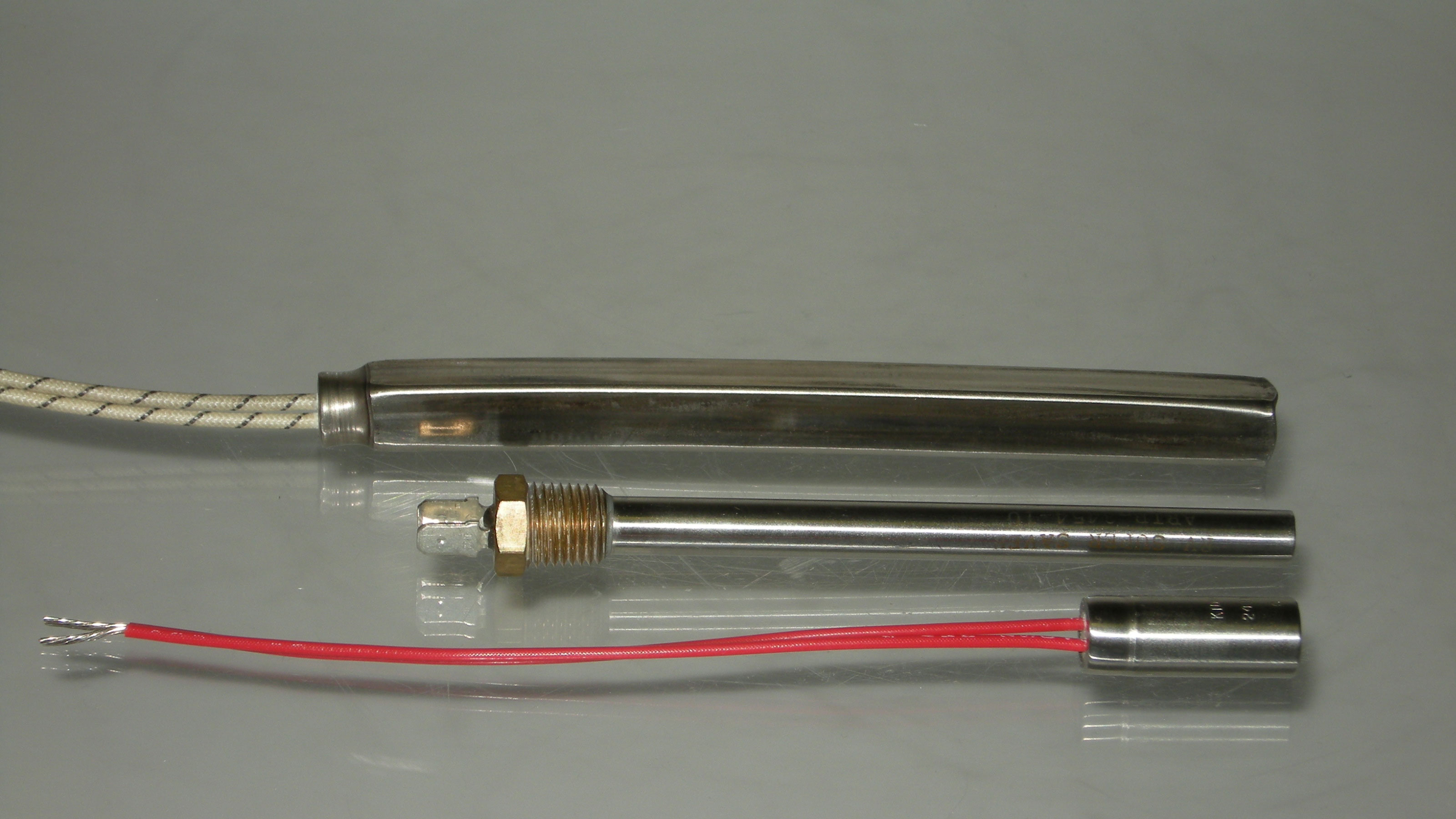
Topné patrony

Topná patrona je těleso (rezistor) určené do těžkých průmyslových podmínek a pracující s Jouleovým teplem, které se využívá při průmyslovém ohřívání. Obvykle se vyrábí na zakázku podle zadané hustoty výkonu,  který se odvíjí od jeho zamýšleného použití. Ačkoli patrony mají jen velmi malé rozměry, dosahují na svém povrchu hustoty výkonu až 50 W/cm².
Mohou se použít k ohřevu jakékoli látky či materiálu, např. oleje, vzduchu nebo cukru. Běžně se ale používají k tavení granulovaných plastů, z nichž poté vznikají plastové výlisky, nebo také v obalové technice, dřevařské výrobě, zpracování barevných kovů a dalších typických aplikacích. Jako příklad můžeme uvést výrobu prostřednictvím systému „horkých vtoků“.

## Provedení
Topnou patronu je možné rozčlenit na šest základních částí:
- topnou spirálu
- izolaci
- plášť
- těsnění
- koncovku
- vývodový drát

### Topná spirála
Topná spirála představuje v podstatě odporovou cívku, na níž se vyskytuje elektrické zatížení. Nejběžnějším typem kovové slitiny, která se v tomto případě používá, je směs niklu a chromu (tzv. nichrom či chromnikl). Drát z chromniklové slitiny je ovinut kolem keramického jádra a počet vinutí na palec se liší podle požadované hustoty výkonu. Napětí ze zdroje střídavého proudu (dvou- nebo třífázový) proudí vinutím a chromniklový drát se zahřívá. Poté předává teplo plášti spirály.

### Izolace
Izolace má zabránit styku chromniklového vinutí s pláštěm. Pokud by tato situace nastala, došlo by k uzemnění odporu, což by mohlo vést ke zkratu, roztavení pláště a vážnému selhání zařízení. Poškození lze zčásti zabránit montáží zemnícího obvodu. Cívka se vsazuje do pláště, který se ihned poté plní oxidem hořečnatým (MgO), který brání styku cívky s pláštěm. Prostřednictvím vibračního plnění lze zajistit, aby oxid hořečnatý vyplnil celý prázdný prostor mezi cívkou a pláštěm.

### Plášť
Plášť je součástí topné spirály, která je ve styku s materiálem či látkou, kterou má ohřívat. K jeho výrobě se používá několik typů kovových slitin, přičemž záleží na tom, v jakém prostředí bude použit (např. ve vysoce kyselém nebo korozivním). Nejběžnějšími typy jsou pláště vyrobené z nerezové oceli typu 304 a 316 a slitiny Incoloy 800. Tato slitina odolává nejvyšší tepelné zátěži a je považována za superslitinu.

### Těsnění
Po naplnění topné spirály oxidem hořečnatým se otevřená část patrony (otvor, kterým byla chromniklová cívka vložena) utěsní, aby cívka a oxid hořečnatý z patrony nevypadly. Do vnitřní části topného tělesa se tak nedostanou nečistoty z plastické hmoty, vzduch ani vlhkost.

### Koncovka
Vzhledem k tomu, že se topné patrony instalují do různých druhů strojů, musí je výrobci navrhovat tak, aby splňovaly určité požadavky na toleranci. Topné patrony mohou být zakončeny vodiči vystupujícími buď přímo, nebo v pravém úhlu. Výrobci také musí věnovat pozornost tomu, aby nevystavovali vodiče teplotám vyšším než je maximální povolené zatížení vývodního drátu. Poškození vývodu teplem, pohybem nebo kontaminací lze předejít zapouzdřením nebo opletením drátu kovem či silikonem.

### Vývod
Typ vývodního drátu se odvíjí od tolerancí a konstrukce stroje, do kterého má být patrona vsazena. Obvykle se pro topné patrony a další zařízení, která musí odolávat vysokým teplotám, jako jsou svazky vodičů v automobilech nebo jiné průmyslové vybavení, používá sklolaminátová tkanina. Další variantou je silikonová impregnace sklolaminátové tkaniny či silikonová pryž.

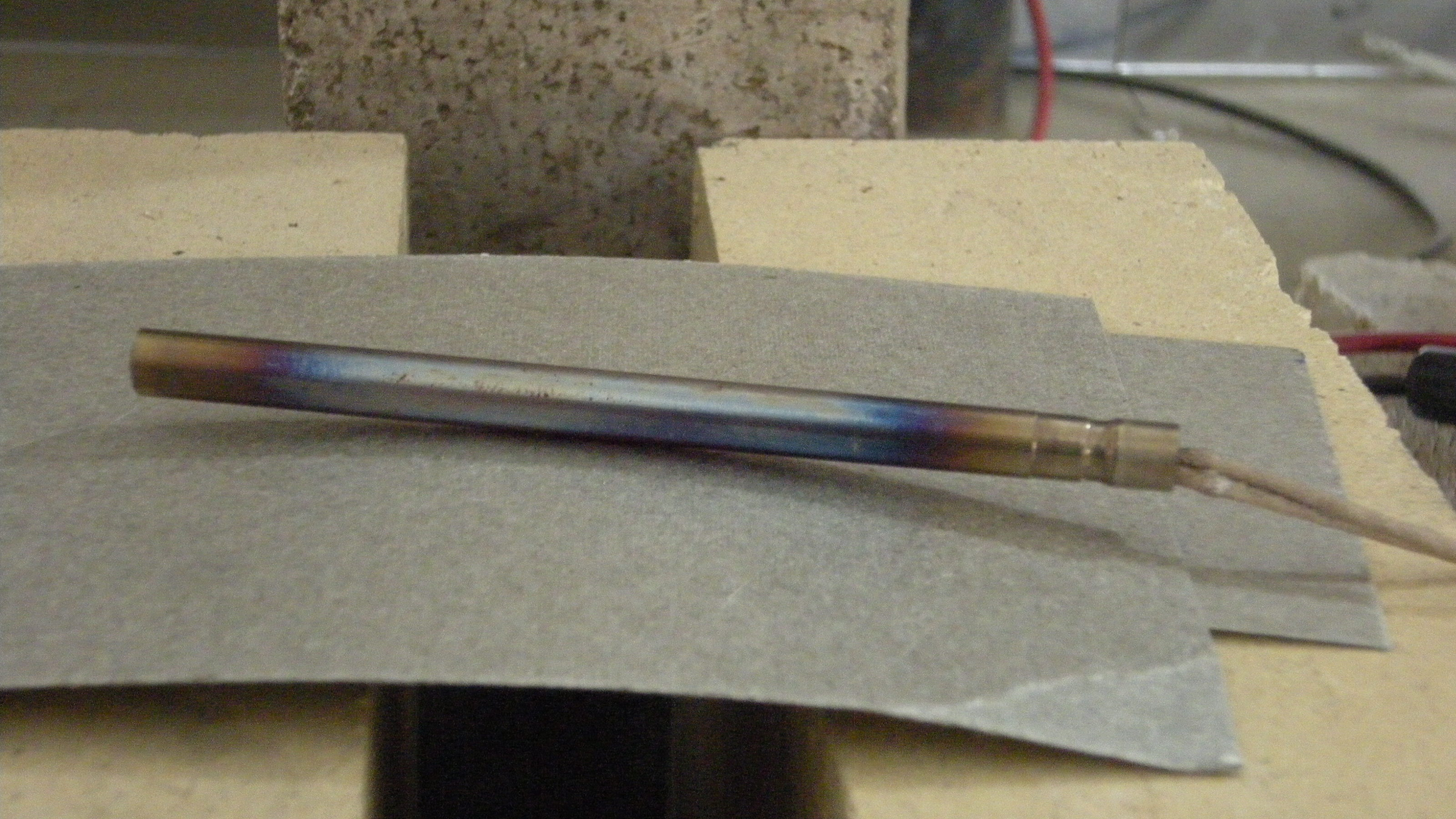
Studená topná patrona
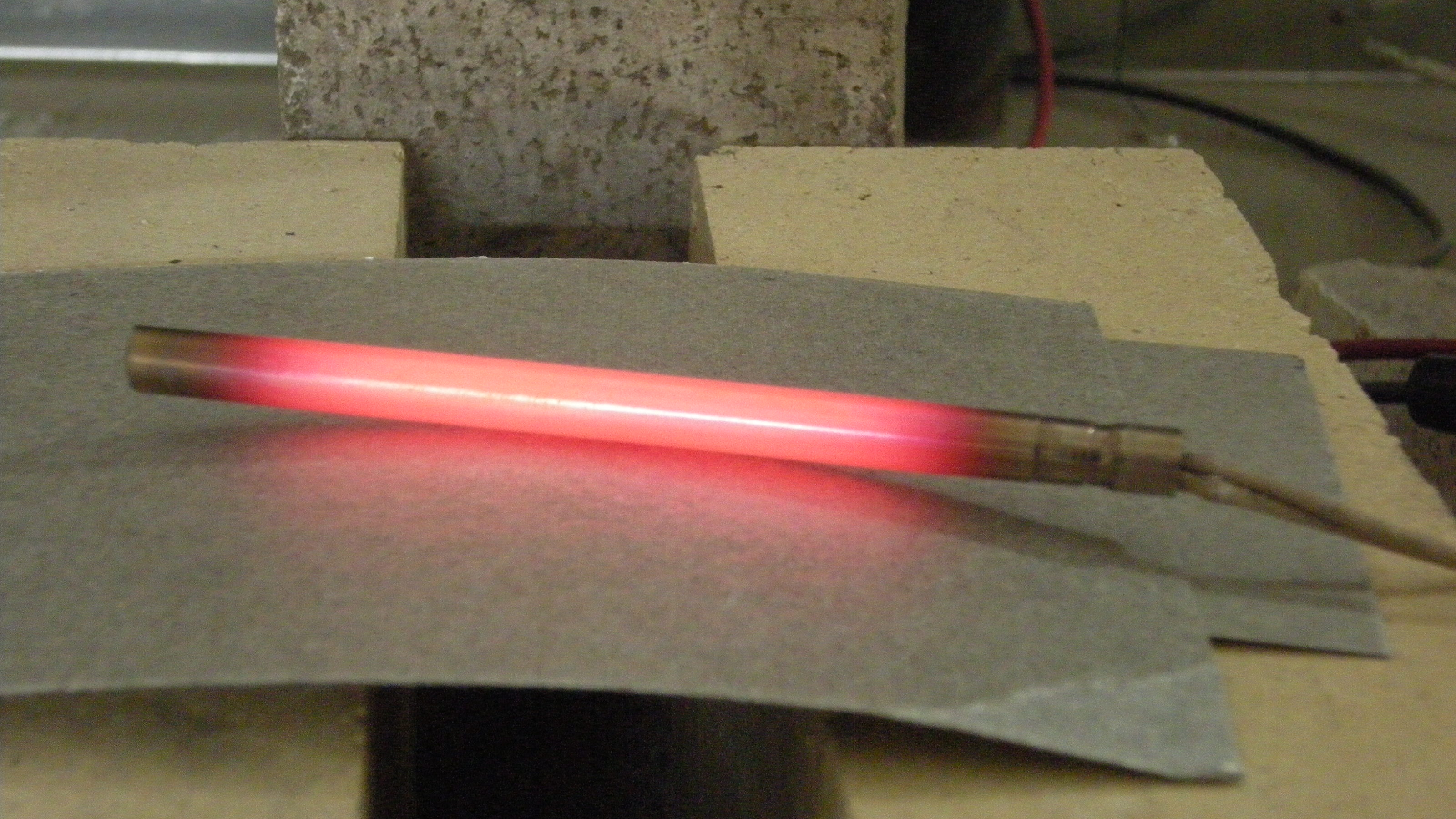
Zahřátá topná patrona